# Konspiracyjne Wojsko Polskie

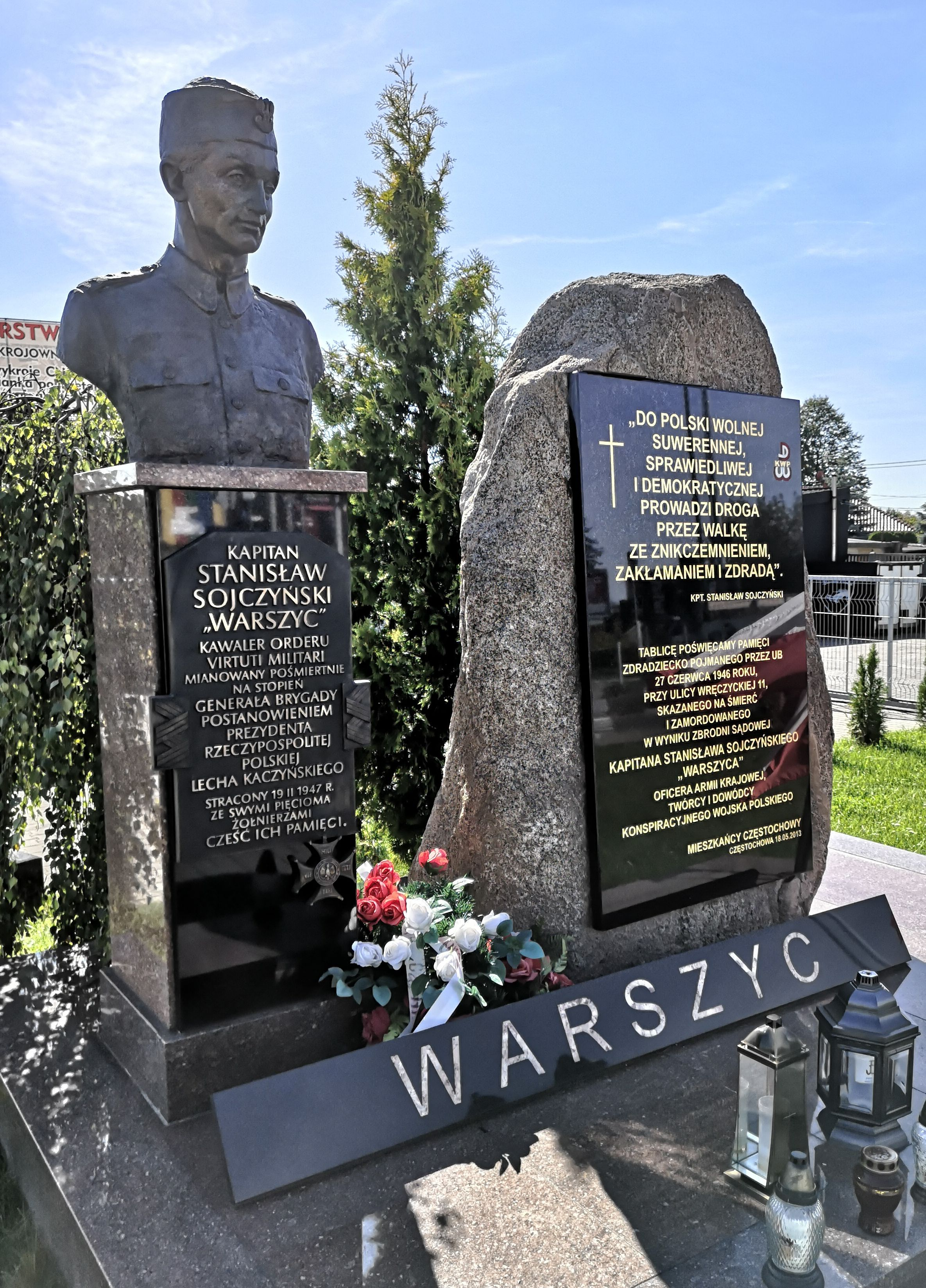
Pomnik Stanisława Sojczyńskiego w Częstochowie

Konspiracyjne Wojsko Polskie (KWP) – polska organizacja niepodległościowa działająca od kwietnia 1945 r., głównie na terenie województwa łódzkiego, ale także w województwach śląsko-dąbrowskim, poznańskim i kieleckim.

## Charakterystyka organizacji
Twórcą i głównodowodzącym KWP (do czerwca 1946 r.) był kpt. Stanisław Sojczyński ps. „Warszyc”. Działania KWP obejmowały: samoobronę, walkę z bandytyzmem, ochronę społeczeństwa przed Armią Czerwoną, likwidację najbardziej aktywnych urzędników władzy komunistycznej, a także niezbędne dla zdobycia środków do walki rekwizycje.
KWP była od samego początku główną organizacją niepodległościową na terenie województwa łódzkiego, a po amnestii w sierpniu 1945 r. jej szeregi zasiliło wielu byłych AK-owców, którzy nie złożyli broni. W szczytowym okresie KWP liczyło ok. 3 tys. członków. Walkę zbrojną prowadziły oddziały leśne. Do bardziej znanych należały oddziały Jana Małolepszego ps. „Murat” czy Henryka Glapińskiego ps. „Klinga”. KWP wydawało pismo w W świetle prawdy.
Na wiosnę 1946 r. nasiliły się walki między KWP a stale rosnącą w siłę bezpieką. W nocy z 19 na 20 kwietnia oddział Jana Rogólki ps. „Grot” opanował chwilowo Radomsko i uwolnił 57 aresztowanych z więzienia UB. Dzień później 200-osobową grupę pościgową KBW rozbił w kompleksie leśnym Graby 40-osobowy oddział Henryka Glapińskiego ps. „Klinga”.
Ostatecznie został aresztowany wraz z całym dowództwem organizacji na skutek zdrady jednego z podkomendnych przez UB 27 czerwca 1946 w Częstochowie na posesji przy ulicy Wręczyckiej 11, gdzie się ukrywał.
Wkrótce po tym rozbite zostały struktury KWP w województwie śląskim. Organizacja nie zaprzestała jednak działalności (szefem II Komendy został Jerzy Jasiński ps. „Janusz”), ale nie odzyskała już pierwotnego zasięgu. Do rozpracowania kierownictwa organizacji przygotowano prowokację, w ramach której Zygmunt Lercel z UB wcielił się w przysłanego z Londynu następcę „Warszyca”. Na początku 1947 r. UB aresztowało część dowództwa KWP, w marcu z amnestii skorzystał Wiesław Janusiak ps. „Prawdzic” (szef pionu SOS odpowiedzialnego za ochronę społeczeństwa), a z nim wyszło z podziemia paruset żołnierzy KWP. 9 listopada 1948 r. aresztowany został kolejny szef organizacji – Jan Małolepszy ps. „Murat”, niedługo po tym zamordowany w więzieniu. Resztki organizacji pozostały w podziemiu aż do 1954 r., ale poza sporadycznymi niewielkimi zasadzkami na UB nie były już zdolne do prowadzenia aktywnej walki zbrojnej.

## Upamiętnienie
- 8 listopada 2009 w Kamieńsku odsłonięto uroczyście pierwszy w Polsce pomnik Stanisława Sojczyńskiego „Warszyca”.
- Przedstawiciele Zarządu Powiatowego i Miejskiego Sojuszu Lewicy Demokratycznej  w Radomsku zaapelowali do Rady Miasta Radomska o dokonanie korekty oceny działalności Konspiracyjnego Wojska Polskiego i działalności „Warszyca” po zakończeniu II wojny światowej w kontekście przyjęcia przez Radę Miasta uchwały o zorganizowaniu w 2010 r. w Radomsku „Roku Konspiracyjnego Wojska Polskiego”, podając przykłady pozbawienia przez nich życia wielu osób[2].
- 26 września 2010 w Radomsku odsłonięto pomnik poświęcony pamięci KWP i Stanisława Sojczyńskiego oraz 230 żołnierzy „Warszyca” poległych i zamordowanych w latach 1945–1955. Budowę pomnika objął patronatem honorowym Prezydent RP, Lech Kaczyński, który na kilka dni przed katastrofą smoleńską potwierdził swą obecność na uroczystościach.
- 1 marca 2023 w Głogowie odsłonięto pomnik poświęcony Stanisławowi Sojczyńskiemu w ramach "Alei Pamięci", obok 15 innych pomników żołnierzy podziemia antykomunistycznego.[3]